# Esquinçament perineal
Un esquinçament perineal o estrip vaginal és una laceració de la pell i d'altres estructures de teixits tous que, en les dones, separen la vagina de l'anus. Els esquinçaments perineals es produeixen principalment en les dones com a conseqüència del part vaginal, que tensa el perineu. És la forma més comuna de lesió obstètrica. Els esquinçaments varien molt de gravetat. La majoria són superficials i poden no requerir cap tractament, però els esquinçaments greus poden causar sagnat important, dolor a llarg termini o disfuncions. Un esquinçament perineal es diferencia d'una episiotomia, en la qual es fa una incisió al perineu intencionadament per facilitar el part. Una episiotomia, un naixement molt ràpid o una mida fetal gran poden dur a esquinçaments més greus que poden requerir una intervenció quirúrgica.

## Classificació
Els esquinçaments es classifiquen en quatre categories:
- Esquinçament de primer grau: la laceració està limitada a la pell perineal de la forqueta vulvar i superficial o a la mucosa vaginal
- Esquinçament de segon grau: la laceració s'estén més enllà de la forqueta vulvar, la pell perineal i la mucosa vaginal fins a als músculs i fàscies perineals, però no l'esfínter anal
- Esquinçament de tercer grau: es trenquen la forqueta vulvar, la pell perineal, la mucosa vaginal, els músculs i l'esfínter anal. Els esquinçaments de tercer grau es poden subdividir en tres subcategories:[4]
  - 3a: esquinç parcial de l'esfínter anal extern que comporta un gruix inferior al 50%
  - 3b: més del 50% de l'esquinçament de l'esfínter anal extern
  - 3c: l'esfínter intern està trencat
- Esquinçament de quart grau: es trenquen la forqueta vulvar, la pell perineal, la mucosa vaginal, els músculs, l'esfínter anal i la mucosa rectal.